# مانوئل هرناندز
مانوئل هرناندز (انگلیسی: Manuel Hernandez؛ زادهٔ ۲ اوت ۱۹۴۸) بازیکن فوتبال اهل ایالات متحده آمریکا بود.
وی به‌همراه تیم ملی فوتبال ایالات متحده آمریکا در بازی‌های المپیک تابستانی ۱۹۷۲ شرکت کرده‌است.